# Combinada nórdica
La combinada nórdica es un deporte de invierno que consiste en una combinación de dos pruebas: una de saltos en esquí, realizados desde un trampolín, y otra de esquí de fondo.
En los Juegos Olímpicos de Invierno se disputan tres competiciones: una individual, otra por equipos y otra de sprint, cada una de las cuales dura dos días.

## Historia
Se podría establecer, de modo genérico, que este deporte tiene su origen en Noruega, donde desde hace cientos de años se practica tanto el esquí de fondo como los saltos. Sin embargo, como deporte organizado tiene su origen en el siglo XIX, cuando se empezaron a celebrar las primeras competiciones de importancia. La combinada nórdica ya fue incluida en los primeros Juegos Olímpicos de Chamonix 1924, en su modalidad individual.
A lo largo de los años han ido introduciéndose modificaciones en la distancia a recorrer, la longitud de los trampolines, los materiales, etc., aunque manteniendo la esencia. La competición por equipos se introdujo en los Juegos Olímpicos de Calgary 1988 y la prueba de sprint en los de Salt Lake City 2002. Sin embargo, aún no se celebran pruebas femeninas de carácter olímpico.
Algunas de las principales potencias de este deporte son Noruega, Finlandia, Alemania, Austria y Suiza.

## Especialidades
En la competición individual (también llamada gundersen) el primer día se celebran los saltos desde el trampolín de 90 metros. Cada participante realiza dos, sumándose la puntuación de ambos. Al día siguiente se celebra la prueba de esquí de fondo sobre 15 km en estilo libre. El orden de salida en esta prueba se hace de forma escalonada de acuerdo a los resultados en la prueba de saltos, de manera que por ejemplo el primer clasificado en los saltos sale primero en la prueba de fondo, el segundo sale después y así hasta el último. Por lo tanto el que primero llegue a la meta en esta carrera será el ganador total de la prueba de combinada nórdica.
En la competición por equipos cada equipo se compone de cuatro miembros. En el primer día realizan cada uno dos saltos desde el trampolín de 90 metros, sumándose los ocho saltos para dar la puntuación del equipo. El segundo día se hace una prueba de esquí de fondo en la modalidad de relevos 4 x 5 km. Los cuatro participantes deben ser los mismos que hicieron los saltos. Al igual que en la prueba individual, la salida es escalonada según los resultados del día anterior y gana el que primero llegue a la meta.
La competición de sprint es parecida a la individual-gundersen, pero en vez de saltar desde el trampolín de 90 metros se hace desde el de 120 metros y la prueba de fondo se hace sobre 7'5 km en lugar de 15 km, y es también en estilo bien libre.